# Christel Blume-Benzler
Christel Blume-Benzler (* 26. November 1925 in Leipzig; † 1. August 2021) war eine deutsche Malerin und Grafikerin.

## Leben und Werk

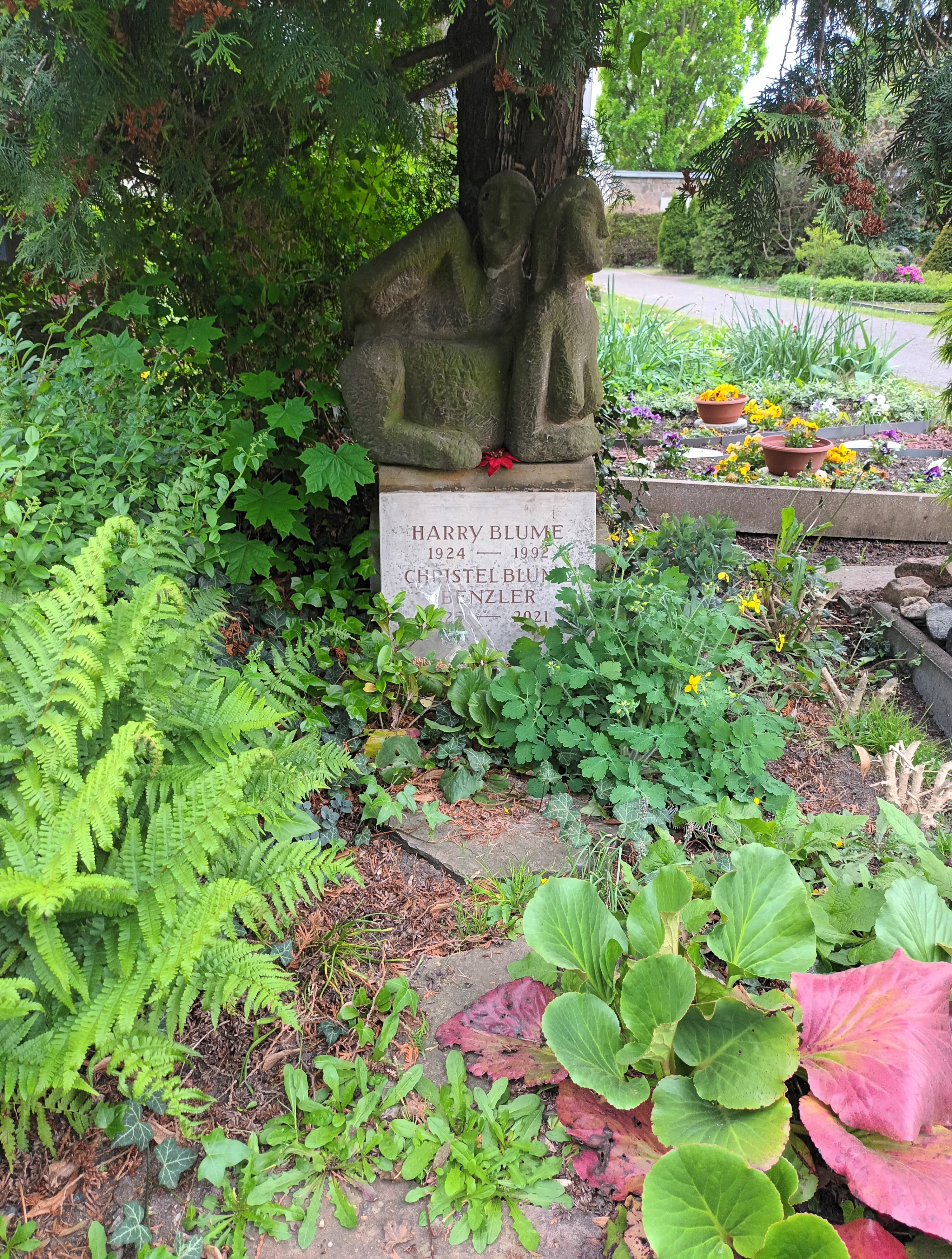
Grabstätte Ehepaar Blume auf dem Evangelischen Friedhof Leipzig-Connewitz

Christel Blume-Benzler studierte von 1947 bis 1952 bei Walter Arnold, Max Schwimmer und Kurt Masslow an der Hochschule für Grafik und Buchkunst Leipzig. Von 1953 bis 1955 hatte sie dort eine Aspirantur und von 1974 bis 1985 übte sie eine Lehrtätigkeit an der Abendakademie der Schule aus. Danach machte sie sich in Leipzig als Malerin und Grafikerin selbstständig.
Christel Blume-Benzler hatte eine bedeutende Anzahl von Einzelausstellungen und Ausstellungsbeteiligungen. Von 1958 bis 1977 war sie auf allen Deutschen Kunstausstellungen bzw. Kunstausstellungen der DDR in Dresden vertreten.
Sie war von 1952 bis 1990 Mitglied des Verbands Bildender Künstler der DDR und wirkte 1991 maßgebend an der Gründung der GEDOK-Gruppe Leipzig/Sachsen e.V. mit, deren Vorsitz sie bis 1994 innehatte.
Künstlerisch betätigte sie sich vor allem als Grafikerin.
Christel Blume-Benzler war verheiratet mit dem Maler und Grafiker Harry Blume.

## Ehrungen (Auswahl)
- 1964, 1967 und 1980: Medaille für ausgezeichnete Leistungen
- 1976: Verdienstmedaille der DDR

- 1985: Orden Banner der Arbeit
- 2009: Isolde-Hamm-Preis der GEDOK Mitteldeutschland (für „außerordentliche künstlerische Leistungen und engagiertes Wirken für das Netzwerk der Künstlerinnen in der GEDOK Gruppe Leipzig“)

## Rezeption
„Ihre figürlichen Darstellungen und abstrakte Kompositionen stehen in einem spannungsvollen Dialog, der geprägt ist von einer intensiven Dynamik des Linien- und Farbenspiels.“

## Museen und öffentlichen Sammlungen mit Werken Christel Blume-Benzlers (mutmaßlich unvollständig)
- Altenburg/Thür.: Lindenau-Museum
- Beeskow: Kunstarchiv Beeskow
- Dresden: Sächsischer Kunstfonds
- Leipzig: Museum der bildenden Künste
- Leipzig: Stadtgeschichtliches Museum
- Torgau: Stadt- und Kulturgeschichtliches Museum[3]

## Werke (Auswahl)
- Im Westen nichts neues (Grafikfolge, Kaltnadelradierungen, 1952)[4]
- Thomas Münzer schreibt einen Aufruf (Lithographie; Teil einer Serie zum Bauernkrieg; ausgestellt 1953 auf der Dritten Deutschen Kunstausstellung)[5]
- Möwen (Lithografie, 1977; ausgestellt 1977/1978 auf der VIII. Deutschen Kunstausstellung)[6]
- Angler (Holzschnitt; ausgestellt 1958/1959 auf der Vierten Deutschen Kunstausstellung)[5]
- Internationaler Kindertag (Tafelbild, Öl; ausgestellt 1962/1965 auf der Fünften Deutschen Kunstausstellung)[5]
- Kind mit Katze (Kaltnadelradierung, 1966; ausgestellt 1967/1968 auf der VI. Deutschen Kunstausstellung)[7]
- Blaue Vase am offenen Fenster (Pastell, 1975; im Bestand des Lindenau-Museums Altenburg/Thüringen)[5]

## Einzelausstellungen (unvollständig)
- 1975 Leipzig, Galerie Kunst der Zeit
- 1985 Leipzig, Galerie Wort und Werk
- 2011 Markkleeberg, Westphalsches Haus („Warum in die Ferne schweifen?“)